# Alice Pieszecki
Alice Pieszecki est un personnage fictif créé par Ilene Chaiken pour la série télévisée The L Word. Elle est interprétée par l'actrice Leisha Hailey.
Elle apparaît dans toutes les saisons de la série, de la 1re à la 6e.

## Généralités
Alice Pieszecki est la seule personne de son groupe d'amies qui se dit bisexuelle[réf. nécessaire].
Sa mère célibataire Lenore Pieszecki, une actrice, est apparemment l'unique personne de sa famille acceptant la sexualité d'Alice.

## Saison 1
Alice est passionnée par son travail de journaliste. Elle a aussi une occupation assez particulière : représenter sur une toile toutes les relations entre les femmes lesbiennes ou bisexuelles à Los Angeles. C'est un réseau énorme qui relie toutes les histoires d'amour et/ou de sexe. Grâce à cette réalisation, elle obtient une chronique à la radio. Elle est entourée de ses amies : Tina Kennard, Bette Porter, Kit Porter, Shane McCutcheon, Jenny Schecter (récemment rencontrée) et sa meilleure amie, Dana Fairbanks qu'elle a rencontrée lors d'une interview.     
Elles se retrouvent le plus clair de leur temps dans le bar/restaurant de Marina, Le Planet.
Pour son travail, elle doit écrire un article sur le rajeunissement vaginal. Au cours de ses recherches, elle retombe sur une de ses ex, Gabby.
Alice qui est perdue dans ses relations amoureuses, désespère et veut se remettre avec elle.
Shane et Dana tentent alors de la dissuader car, Gabby l'a jadis beaucoup fait souffrir... 
Mais au moment de leur rendez-vous, Gabby arrive avec Nadia, une nouvelle petite copine. Ainsi, le soir même où celle-ci arrive chez Alice, elle ne se laisse pas avoir et la quitte.

## Saison 2
Stabilisée professionnellement et heureuse en amitié, la seule préoccupation d'Alice reste l'amour. Elle commence à éprouver des sentiments amoureux envers sa meilleure amie Dana alors que cette dernière est en couple (mariage en vue) avec sa gestionnaire d'affaires Tonya. Elle et Dana entretiennent alors une relation en cachette et Alice se sent très affecté lors de la soirée d'enterrement de vie de jeune fille de Dana. Dana et Tonya rompent leurs fiançailles et Alice et Dana exposent leur relation au grand jour devant leurs amies qui soupçonnaient déjà l'idylle.

## Saison 3
Alice se sent très mal moralement parce que Dana a décidé de rompre avec elle pour se mettre avec Lara la chef cuistot. Elle enchaîne bourde sur bourde et s'acharne sur Dana et Lara par des propos déplacés et méchants. Elle est même reprise plusieurs fois (sous peine de renvoi) par sa patronne sur le contenu de son émission parce qu'elle n'y parle que de Dana (elle prononce le nom de Dana plus de 50 fois dans son émission). Au fil des épisodes Alice s'assagit et aide Dana, atteinte d'un cancer du sein, lorsque cette dernière humilie et s'acharne injustement sur Lara qui ne fait que l'aider à le surmonter.

## Saison 4
Lors de cette saison elle rencontre "Papi", une briseuse de cœurs hors pair, avec qui elle aura une relation d'un soir. Par cette "Papi", elle rencontrera sa meilleure amie Tasha, pour qui elle craquera rapidement. Tasha et Alice auront au départ un peu de mal à s'entendre car elles n'ont pas la même vision de l'armée, dans laquelle travaille Tasha, mais ce qui n'empêchera pas leur relation d'exister. La relation entre Tasha et Alice est compliquée car Tasha étant dans l'armée, elle ne peut entretenir des relations homosexuelles sous peine d'exclusion.

## Saison 5
Après qu'Alice a annoncé qu'un joueur de la NBA était gay, elle et Tasha vivent une rupture. Tasha doit par la suite se défendre face à la cour de justice de l'armée de son penchant homosexuel. C'est à ce moment qu'elle avoue à l'armée qu'elle aime Alice. 

## Saison 6
Alice rencontre des difficultés dans son couple avec Tasha, puisque celle-ci a des sentiments pour Jamie, une nouvelle amie commune. Après de multiples discussions, Tasha revient vers Alice au dernier épisode. On suppose donc qu'elles vont se remettre ensemble. Dans la mort de Jenny, Alice est une suspecte, comme à peu près toutes les filles, car celle-ci lui en voulait fortement de lui avoir volé son idée de scénario. Cependant, cette hypothèse est très peu crédible, le suicide étant privilégié par de nombreux téléspectateurs.

## Génération Q
Dans la saison 1, Alice est en couple avec Nat et Gigi. Puis réalisant que Gigi cherchait à détruire leur relation, Alice et Nat la quitteront et resteront ensemble.
Dans la saison 2, afin d'empêcher Gigi de s'acharner à détruire leur couple et pour qu'elle retrouve l'amour, Alice et Nat lui organisent un rendez vous avec Bette. Gigi finira par se mettre en couple avec Bette. Malheureusement, elles se sépareront. Peu après leur séparation, Gigi commencera à tomber amoureuse de Dani et réciproquement. Les deux femmes s'embrasseront puis finiront par se mettre ensemble.
De leur côté, Alice et Nat se sépareront mais finiront par se réconcilier et se remettre ensemble. Elles se sépareront à nouveau après qu'Alice a surpris Nat en train de flirter avec une autre femme.

## Apparition du personnage par épisode
| Alice Pieszecki | Alice Pieszecki | Alice Pieszecki | Alice Pieszecki | Alice Pieszecki | Alice Pieszecki | Alice Pieszecki | Alice Pieszecki | Alice Pieszecki | Alice Pieszecki | Alice Pieszecki | Alice Pieszecki | Alice Pieszecki |
| Saison 1        | Saison 1        | Saison 1        | Saison 1        | Saison 1        | Saison 1        | Saison 1        | Saison 1        | Saison 1        | Saison 1        | Saison 1        | Saison 1        | Saison 1        |
| --------------- | --------------- | --------------- | --------------- | --------------- | --------------- | --------------- | --------------- | --------------- | --------------- | --------------- | --------------- | --------------- |
| 01              | 02              | 03              | 04              | 05              | 06              | 07              | 08              | 09              | 10              | 11              | 12              | 13              |
| Oui             | Oui             | Oui             | Oui             | Oui             | Oui             | Oui             | Oui             | Oui             | Oui             | Oui             | Oui             | Oui             |
| Saison 2        |                 |                 |                 |                 |                 |                 |                 |                 |                 |                 |                 |                 |
| 01              | 02              | 03              | 04              | 05              | 06              | 07              | 08              | 09              | 10              | 11              | 12              | 13              |
| Oui             | Oui             | Oui             | Oui             | Oui             | Oui             | Oui             | Oui             | Oui             | Oui             | Oui             | Oui             | Oui             |
| Saison 3        |                 |                 |                 |                 |                 |                 |                 |                 |                 |                 |                 |                 |
| 01              | 02              | 03              | 04              | 05              | 06              | 07              | 08              | 09              | 10              | 11              | 12              |                 |
| Oui             | Oui             | Oui             | Oui             | Oui             | Oui             | Oui             | Oui             | Oui             | Oui             | Oui             | Oui             |                 |
| Saison 4        |                 |                 |                 |                 |                 |                 |                 |                 |                 |                 |                 |                 |
| 01              | 02              | 03              | 04              | 05              | 06              | 07              | 08              | 09              | 10              | 11              | 12              |                 |
| Oui             | Oui             | Oui             | Oui             | Oui             | Oui             | Oui             | Oui             | Oui             | Oui             | Oui             | Oui             |                 |
| Saison 5        |                 |                 |                 |                 |                 |                 |                 |                 |                 |                 |                 |                 |
| 01              | 02              | 03              | 04              | 05              | 06              | 07              | 08              | 09              | 10              | 11              | 12              |                 |
| Oui             | Oui             | Oui             | Oui             | Oui             | Oui             | Oui             | Oui             | Oui             | Oui             | Oui             | Oui             |                 |
| Saison 6        |                 |                 |                 |                 |                 |                 |                 |                 |                 |                 |                 |                 |
| 01              | 02              | 03              | 04              | 05              | 06              | 07              | 08              |                 |                 |                 |                 |                 |
| Oui             | Oui             | Oui             | Oui             | Oui             | Oui             | Oui             | Oui             |                 |                 |                 |                 |                 |